# Exilkabarett
Exilkabarett, Kabarett während des Dritten Reichs im europäischen Ausland, meist gegründet von deutschen Exilanten.
30. Januar 1933: Reichspräsident Hindenburg ernannte Adolf Hitler zum Reichskanzler. Der demokratische Versuch war gescheitert, das Kabarett wurde, wie das übrige öffentliche und kulturelle Leben auch, reglementiert und gleichgeschaltet. Die Emigration erschien vielen als der einzig mögliche Ausweg. Zwölf dunkle Jahre begannen, in denen das Kabarett sich zwischen Anpassung, Widerstand und Totentanz bewegte.
Ab der Machtübernahme der NSDAP wurden diese geistvolle Zeitkritik bekämpft und die Akteure verfolgt, mit schwerwiegenden Folgen für das Kabarett in Deutschland. Der faschistische Staat gewährte den Kabaretts zwei Jahre Schonfrist, ehe er mit dem Verbot von Katakombe, Tingel-Tangel-Theater und den Die Vier Nachrichter 1935 ein deutliches Zeichen setzte. Auch Kritik „zwischen den Zeilen“ war auf der Bühne fortan nicht mehr geduldet. Was den Kabaretts unter der zum Alltag gewordenen Diktatur blieb, war das Ausweichen in das unpolitische Amüsement, meisterhaft vorgeführt im Berliner Kabarett der Komiker (KadeKo) unter Willi Schaeffers, in Fred Endrikats Kölner Die Arche oder auch das von dem Parodisten Werner Kroll. Wer anderes versuchte, erhielt, wie Werner Finck, auf Anordnung des Reichspropagandaministers Berufsverbot, wurde 1935 verhaftet und für einige Wochen im KZ Esterwegen interniert.
Viele der deutschsprachigen Kabarettisten begaben sich ins Exil in die Schweiz, nach Frankreich, Skandinavien oder in die USA. Aus Deutschland vertrieben, wurde das Exil zur neuen Heimat des politischen Kabaretts. Das nach Zürich emigrierte Ensemble der Pfeffermühle agierte europaweit gegen die nationalsozialistische Politik und für ein anderes Deutschland, leistete satirische Aufklärung und warnte vor einer Fehleinschätzung des NS-Regimes. In London opponieren nach 1939 Das Laterndl und die Four and Twenty Black Sheep gegen Hitler, während Kurt Egon Wolffs Ping-Pong, Rudolf Nelsons Kabarett La Gaité im Tuschinski-Theater und Willy Rosens Theater der Prominenten in der niederländischen Emigration mit eher unpolitischen Revuen glänzten.
Nach Kriegsbeginn 1939 fand das reichsdeutsche Unterhaltungskabarett seine Fortsetzung in der kabarettistischen Truppenbetreuung und eigens eingerichteten Frontkabaretts mit Namen wie Knobelbecher oder der Platzpatrone. Für die Mehrzahl der Exilkabaretts bedeutete die Besetzung von weiten Teilen Europas durch die Wehrmacht dagegen das Aus. Die Beteiligten wurden, soweit ihnen nicht die Flucht gelang, in Konzentrationslagern inhaftiert. Und dort fand statt, was im Rückblick unvorstellbar erscheint: Kabarett im Angesicht des Todes, zur Ablenkung von den Deportationen und zur Unterhaltung der SS-Wachmannschaften. Zunächst illegal, später auf Anordnung der Lagerleitung veranstaltet, gab es im KZ Theresienstadt Kabarettabende im „Karussell“ mit Kurt Gerron, leitete Max Ehrlich 1943/44 die Lagerbühne im Durchgangslager Westerbork. In diesen und anderen Lagerkabaretts spielten ein letztes Mal die jüdische Kabarettelite der 1920er Jahre, bevor sie in Auschwitz ermordet wurden.